# Sedum decipiens
Sedum decipiens là một loài thực vật có hoa trong họ Crassulaceae. Loài này được (Baker) Thiede & 't Hart miêu tả khoa học đầu tiên năm 1999.